# باريس سان جيرمان موسم 2011–12

## ملخص الموسم

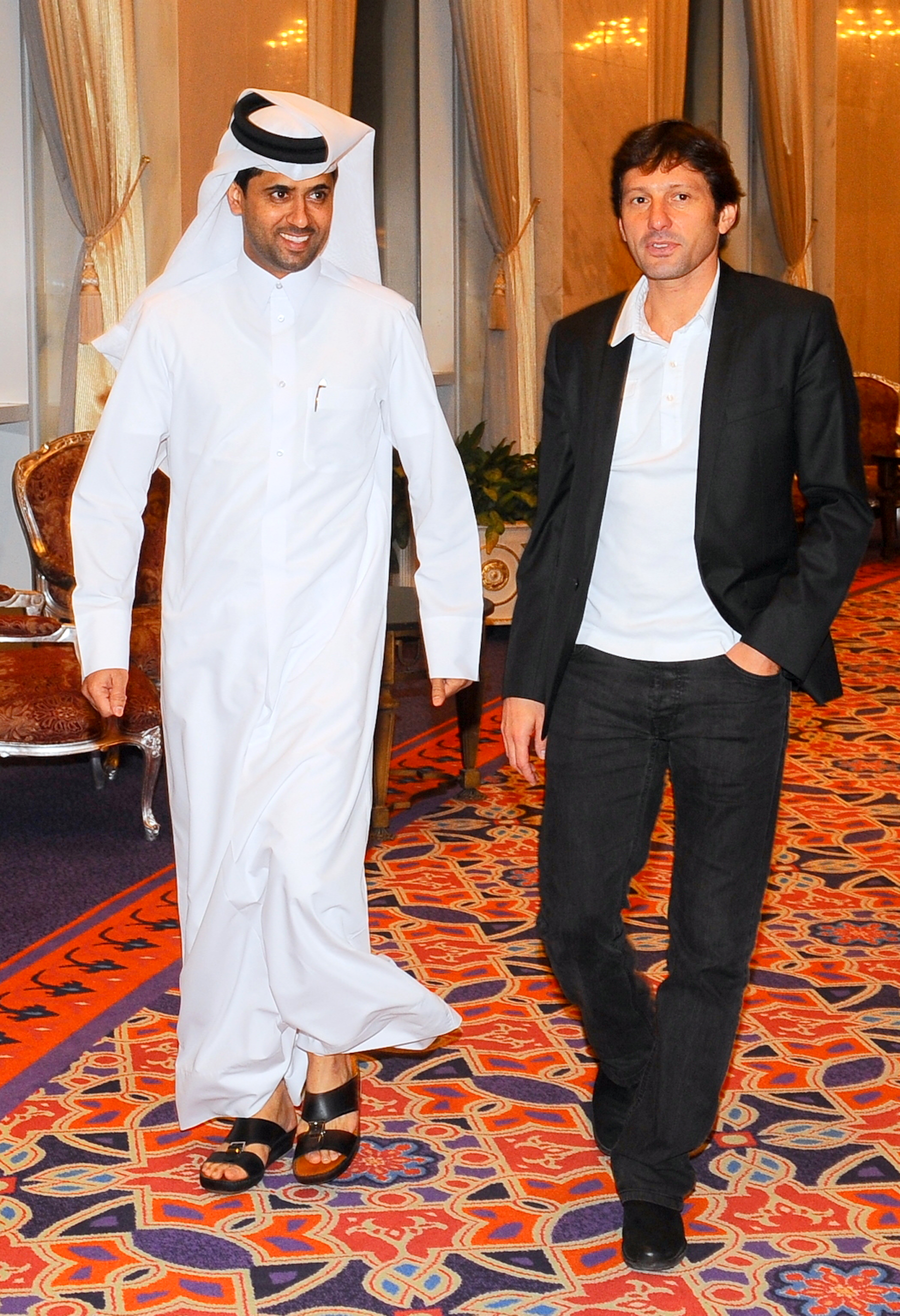
ناصر الخليفي وليوناردو في الدوحة نهاية عام 2011

بعد قدوم الإدارة الجديدة للنادي بقيادة القطري ناصر الخليفي بدا واضحاً أن الطموح قد كبر، وبدأ النادي هذه المرحلة بالتعاقد مع البرازيلي ليوناردو لاعب خط الوسط السابق في النادي قادماً من إنتر ميلان من أجل شغل منصب المدير الرياضي في هذه الفترة وبدأ ليوناردو مهمته سريعاً بإبرام عدّدة صفقات، وكان البدأ بنخبة من اللاعبين الفرنسين مثل بليز ماتويدي وكيفن غاميرو وجيريمي مينيز بالإضافة للشاب الأرجنتيني الشاب وأحد أبرز مواهب الكرة العالمية خافيير باستوري ودييغو لوغانو،

بدأ الفريق الموسم بإقامة معسكر تدريبي في جزر الفارو، ورغم ذلك لم تكن بداية الموسم ميثالية بعد تلقي الفريق للخسارة في مباراته الأولى ضد نادي لوريان في البارك دي برينس بنتيجة 1-0،

لكن الفريق استعاد عافيته بعد ذلك في الملحق المُؤهل لدوري المجموعات من الدوري الأوروبي عندما تخطّى نادي ديفردانج اللوكسمبورغي وهزمه ذهاباً وإياباً بمجموع 6-0 (4-0 في لوكسمبورغ، و2-0 في باريس)،

وقع الفريق ضمن المجموعة السادسة من البطولة، إلى جانب أندية ريد بول سالزبورغ النمساوي وسلوفان براتيسلافا السلوفاكي وأتلتيك بيلباو الاسباني (وصيف تلك النسخة) ورغم تحقيقه الفوز على الفرق الثلاثة المنافسة (وجمعه لـ10 نقاط) إلاّ أنه خرج كثالث للمجموعة بفارق المواجهات عن ريد بول سالزبورغ (فوز الباريسيون 3-1 في باريس وخسروا 2-0 في النمسا.)

أول فوز حققه الفريق كان ضد نادي فالينسيان في ملعب حديقة الأمراء في أول مباراة خاضها الوافد الجديد خافيير باستوري في الليج 1 الذي واصل التألق مع الفريق وحصل على أفضل لاعب في أغسطس من قبل الجماهير، واختارته الرابطة كأفضل لاعب في شهر سبتمبر بعد أدائه الرائع خاصة في مباراة القمة ضد مونبلييه عندما سجل هدفين في فوز فريقه بثلاثية نظيفة، وسجل في فوز فريقه في مباراة القمة ضد أولمبيك ليون بثنائية نظيفة، ضمن ستة انتصارات متتالية للفريق من ضمنها انتصارات على أجاكسيو، ديجون وكان مكنته من اعتلاء الصدارة، وفي باقي أطوار النصف الأول من الموسم تناوب باريس على الصدارة مع مونبلييه قبل أن ينهي القسم مُتصدراً للدوري وفائزاً باللقب الفخري (بطل الخريف)،

وفي 30 ديسمبر من عام 2011 أعلن المدير الرياضي ليوناردو فسخ عقد المدرب أنطوان كومباريه والتعاقد مع المخضرم الإيطالي كارلو أنشيلوتي خلفاً له بعقد يمتدّ لعامين ونصف (حتى منتصف عام 2014)، ليجعلوا منه المدرب الأغلى في تاريخ الكرة الفرنسية،  وانضم للفريق حيث كان يُعسكر في منطقة الخليج العربي، حيث بدأ مزاولة مهنته بدءا من المعسكر التدريبي الذي كان يقيمه الباريسيون في العاصمة القطرية الدوحة، لكن أول مباراة للفريق مع كارلو كانت المباراة الودية التي أقيمت في مدينة دبي الإماراتية في الرابع من يناير 2012 ضد فريقه السابق إيه سي ميلان.

وبعد نهاية المعسكر التدريبي بدأ الفريق يتحرك في سوق الانتقالات الشتوية حيث عزز صفوفه بالتعاقد مع ماكسويل، أليكس  وتياغو موتا،

بدأ باريس سان جيرمان القسم الثاني بشكل ممتاز بتحقيقه لثلاث انتصارات متتالية أمام لوريان وبريست في يناير وإيفيان مع انطلاقة شهر فبراير الذي تراجع فيه أداء الفريق بتسجيله لثلاثة تعادلات متتالية رغم أن اثنين منها كانا أمام أبرز المنافسين مونبليبه وأولمبيك ليون.

وبعد أن حقق فوزين وتعادلين في شهر مارس دخل شهر أبريل الذي كانت نتائجه متقلبة للنادي الباريسي حيث تمكّن أنشيلوتي في بدايته من الفوز بأول كلاسيكو له ضد مرسيليا، ثم تعادل أمام أوكسير فسحق لسوشو قبل أن يتعرض لأول خسارة له في الدوري أمام ليل في نهاية الشهر.

ورغم تحقيقه لأربع انتصارات متتالية في شهر مايو إلاّ أن المُتصدّر مونبلييه تمكّن من المحافظة على توازنه والظفر باللقب بفارق ثلاث نقاط عن باريس الذي جمع 79 نقطة، وسجل الفريق 75 هدفاً في الدوري هذا الموسم (أفضل هجوم).

ورغم خروجه من الدور ربع النهائي من كأس فرنسا على يد ليون بثلاثة أهداف لواحد، إلاّ أن الفريق الباريسي خرج بما كان يطمح له في هذا الموسم وهو العودة لمسابقة دوري أبطال أوروبا التي غاب عنها الفريق منذ موسم 04/2005.